# Velingrad
Velingrad (în bulgară Велинград) este un oraș în obștina Velingrad, regiunea Pazargik, Bulgaria.

## Demografie
Componența etnică a orașului Velingrad
     Bulgari (77,78%)
     Romi (8,65%)
     Nicio identificare (12,79%)
     Altele (1,72%)
La recensământul din 2011, populația orașului Velingrad era de 22.602 locuitori. Din punct de vedere etnic, majoritatea locuitorilor (77,78%) erau bulgari, cu o minoritate de romi (8,65%). Pentru 12,79% din locuitori nu este cunoscută apartenența etnică - ei ar putea fi macedo-român i (vlahi) care se tem să se declare ca atare.